# Moyen Âge au cinéma et à la télévision
Le Moyen Âge au cinéma et à la télévision désigne les représentations filmographiques de cette époque historiques.  

## Introduction
Depuis ses origines, tant le cinéma que la télévision ont produit de nombreuses œuvres sur la période du Moyen Âge,. Cette filmographie est caractérisée par l'imaginaire que renvoie cette époque à travers la vision des réalisateurs qui font soit le choix de respecter l'historicité des évènements, soit de raconter un récit mêlant fantasy, aventure, comédie, drame ou anachronisme dans lesquels se retrouveront une représentation de l'époque médiévale,.

## Filmographie

### Cinéma

#### Action et aventure
- 1922 : Robin des Bois d'Allan Dwan
- 1938 : 
  - Le Roi des gueux de Frank Lloyd
  - Les Aventures de Robin des Bois de Michael Curtiz
- 1949 : The Adventures of Sir Galahad de Spencer Gordon Bennet
- 1952 : 
  - Ivanhoé de Richard Thorpe
  - Robin des Bois et ses joyeux compagnons de Ken Annakin
- 1953 : Les Chevaliers de la Table ronde
- 1954 :
  - Le Chevalier du roi  de Rudolph Maté
  - Prince Vaillant de Henry Hathaway
- 1958 : Les Vikings de Richard Fleischer
- 1960 : 
  - Robin des Bois et les Pirates de Giorgio Simonelli
  - Le Serment de Robin des Bois de Terence Fisher
- 1961 : Le Miracle des loups d'André Hunebelle
- 1963 : Sheherazade de Pierre Gaspard-Huit
- 1964 : 
  - Les Cent Cavaliers de Vittorio Cottafavi
  - Les Drakkars de Jack Cardiff
- 1965 : Erik, le Viking de Mario Caiano
- 1967 : Le Défi de Robin des Bois de C.M. Pennington-Richards
- 1969 : Catherine, il suffit d'un amour de Bernard Borderie
- 1971 : La Grande chevauchée de Robin des Bois de Giorgio Ferroni
- 1976 : La Rose et la Flèche de Richard Lester
- 1978 : La Chanson de Roland de Frank Cassenti
- 1985 : 
  - La Chair et le Sang de Paul Verhoeven
  - Imperior - Dieu de la Guerre de Hrafn Gunnlaugsson
- 1989 : Erik le Viking de Terry Jones
- 1990 : Connemara de Louis Grospierre
- 1991 :
  - Le Viking Blanc de Hrafn Gunnlaugsson
  - Robin des Bois de John Irvin
  - Robin des Bois, prince des voleurs de Kevin Reynolds
- 1994 : Lancelot, le premier chevalier de Jerry Zucker
- 1995 :
  - Braveheart de Mel Gibson
  - Lancelot, le premier chevalier de Jerry Zucker
- 1996 : Le Bossu de Notre-Dame de Gary Trousdale, Kirk Wise, Gaëtan et Paul Brizzi
- 1999 : Le 13e Guerrier de John McTiernan
- 2004 : Georges et le Dragon de Tom Reeve
- 2007 : 
  - Arn, chevalier du Temple de Peter Flinth
  - Vikings de Tony Stone
  - La Dernière Légion de Doug Lefler
- 2010 : Robin des Bois de Ridley Scott
- 2011 :  Le Sang des Templiers de Jonathan English
- 2012 : Dagmar : L'Âme des vikings de Roar Uthaug
- 2013 : Viking Saga : The Darkest Day de Chris Crow
- 2014 : Le Sang des Templiers 2 : La Rivière de sang de Jonathan English

- 2015 : 
  - Sword of Vengeance de Jim Weedon
  - L'Honneur des guerriers de Kazuaki Kiriya

- 2018 :
  - Viking : L'Invasion des Francs de Roel Reiné
  - Robin des Bois d'Otto Bathurst

#### Comédie
- 1911 : Le Bon Roi Dagobert de Georges Monca
- 1930 : Le Vagabond roi de Ludwig Berger et Ernst Lubitsch
- 1933 : Le Joueur de Flûte de Wilfred Jackson
- 1934 : Adémaï au Moyen Âge de Jean de Marguenat
- 1938 : Le Brave Petit Tailleur de Wilfred Jackson
- 1956 : Le Roi des vagabonds de Michael Curtiz
- 1962 : Les Filles de La Rochelle de Bernard Deflandre
- 1963 : Le Bon Roi Dagobert de Pierre Chevalier
- 1966 : 
  - L'Armée Brancaleone de Mario Monicelli
  - Belfagor le Magnifique d'Ettore Scola
- 1967 : Camelot de Joshua Logan
- 1971 : Le Décaméron de Pier Paolo Pasolini
- 1972 : Les Contes de Canterbury de Pier Paolo Pasolini
- 1975 : Monty Python, Monty Python : Sacré Graal !
- 1977 : Jabberwocky de Terry Gilliam
- 1984 : Le Bon Roi Dagobert de Dino Risi
- 1988 : Sans peur et sans reproche de Gérard Jugnot
- 1993 : 
  - Les Visiteurs de Jean-Marie Poiré
  - Sacré Robin des Bois de Mel Brooks
- 1998 : Les Couloirs du temps : Les Visiteurs II de Jean-Marie Poiré
- 2001 :
  - Chevalier de Brian Helgeland
  - Le Chevalier Black de Gil Junger
  - Les Visiteurs en Amérique de Jean-Marie Poiré
- 2008 : Medieval Pie : Territoires vierges de David Leland
- 2015 : Les Filles au Moyen Âge d'Hubert Viel

#### Drame
- 1923 : Notre-Dame de Paris de Wallace Worsley
- 1950 : Les Onze Fioretti de François d'Assise de Roberto Rossellini
- 1951 : Antonio di Padova de Pietro Francisci
- 1952 : Le Chevalier des croisades d'Arthur Maria Rabenalt
- 1956 : Notre-Dame de Paris de Jean Delannoy
- 1957 : La Muraille de feu de Carlo Ludovico Bragaglia
- 1960 : 
  - La Source d'Ingmar Bergman
  - Les Chevaliers teutoniques d'Aleksander Ford
- 1961 : François d'Assise de Michael Curtiz
- 1962 : Procès de Jeanne d'Arc de Robert Bresson
- 1965 : 
  - Falstaff de Orson Welles
  - Le Seigneur de la guerre de Franklin J. Schaffner
- 1967 : 
  - La Mante rouge de Gabriel Axel
  - Marketa Lazarová de František Vláčil
- 1968 : Pour la conquête de Rome I de Robert Siodmak
- 1969 : 
  - Promenade avec l'amour et la mort de John Huston
  - Pour la conquête de Rome II de Robert Siodmak
- 1972 : 
  - François et le Chemin du soleil de Franco Zeffirelli
  - Jeanne, papesse du diable de Michael Anderson
- 1974 : Lancelot du Lac de Robert Bresson
- 1984 : La Légende de la forteresse de Souram de Sergueï Paradjanov
- 1986 : Le Nom de la rose de Jean-Jacques Annaud
- 1987 : 
  - La Passion Béatrice de Bertrand Tavernier
  - Le Moine et la Sorcière de Suzanne Schiffman
- 1988 : L'Ombre du corbeau d'Hrafn Gunnlaugsson
- 1989 : Henry V de Kenneth Branagh
- 1991 : L'Annonce faite à Marie d'Alain Cuny
- 1993 : L'Heure du Cochons de Leslie Megahey
- 2000 : St. Patrick : The Irish Legend de Michel Ocelot
- 2002 : 
  - Anazapta d'Alberto Sciamma
  - Saint Antoine de Padoue d'Umberto Marino
  - Le Frère du guerrier de Pierre Jolivet
- 2009 : 
  - La Papesse Jeanne de Sönke Wortmann
  - Vision – Aus dem Leben der Hildegard von Bingen de Margarethe von Trotta
- 2015 : 
  - Contes italiens de Paolo et Vittorio Taviani
  - Macbeth de Justin Kurzel
- 2016 : La Papesse Jeanne de Jean Breschand
- 2018 : Ophélie de Claire McCarthy
- 2022 : Jan Žižka de Petr Jákl

#### Historique
- 1900 : Jeanne d'Arc de Georges Méliès
- 1903 : Guillaume Tell de Lucien Nonguet
- 1909 : 
  - La Tour de Nesle d'Albert Capellani
  - Louis XI de Luigi Maggi
- 1910 : Becket de Charles Kent
- 1913 : L'Agonie de Byzance de Louis Feuillade
- 1916 : Jeanne d'Arc de Cecil B. De Mille
- 1922 : L'Esprit de la chevalerie de Chester Withey
- 1923 : Becket de George Ridgwell
- 1924 : Le Miracle des loups de Raymond Bernard
- 1929 : La Merveilleuse Vie de Jeanne d'Arc, fille de Lorraine de Marco de Gastyne
- 1935 : 
  - Les Croisades de Cecil B. DeMille
  - Jeanne d'Arc de Gustav Ucicky
- 1937 : 
  - Condottieri de Luis Trenker
  - La Tour de Nesle de Gaston Roudès
- 1938 : 
  - Alexandre Nevski de Sergueï Eisenstein
  - Les Aventures de Marco Polo d'Archie Mayo
- 1939 : La Tour de Londres de Rowland V. Lee
- 1942 : La Farce tragique d'Alessandro Blasetti
- 1944 : 
  - Henry V de Laurence Olivier
  - Ivan le Terrible de Sergueï Eisenstein
- 1945 : Il sole di Montecassino de Giuseppe Maria Scotese
- 1948 : 
  - Du Guesclin de Bernard de Latour
  - Jeanne d'Arc de Victor Fleming
- 1950 : La Flèche et le Flambeau de Jacques Tourneur
- 1952 : Le Jugement de Dieu de Raymond Bernard
- 1954 : 
  - Théodora, impératrice de Byzance de Riccardo Freda
  - Richard Cœur de Lion de David Butler
  - Jan Hus d'Otakar Vávra
- 1955 : 
  - L'Armure noire de Henry Levin
  - La Tour de Nesle d'Abel Gance
  - Les Aventures de Quentin Durward de Richard Thorpe
  - Richard III de Laurence Olivier
  - Madame de Coventry de Arthur Lubin
- 1956 : Roland, prince vaillant de Pietro Francisci
- 1957 : Proti vsem d'Otakar Vávra
- 1961 : 
  - Le Cid de Anthony Mann
  - Le Glaive du conquérant de Carlo Campogalliani
  - Les Mongols d'André De Toth et Leopoldo Savona
- 1962 : 
  - La Tour de Londres de Roger Corman
  - Marco Polo de Piero Pierotti
- 1963 : Saladin d'Youssef Chahine
- 1964 : Becket de Peter Glenville
- 1965 : La Fabuleuse Aventure de Marco Polo de Denys de La Patellière et Noël Howard
- 1966 : Andreï Roublev d'Andreï Tarkovski
- 1968 : 
  - Sayat Nova (La Couleur de la grenade) de Sergueï Paradjanov
  - La Tour de Nesle de Franz Antel
  - Le Lion en hiver de Anthony Harvey
- 1969 : Alfred le Grand, vainqueur des Vikings de Clive Donner
- 1972 : L'Age de Cosme de Medicis, 1ere partie de Roberto Rossellini
- 1979 : Vlad Tepes de Doru Năstase
- 1982 : Guillaume le conquérant de Gilles Grangier et Sergiu Nicolaescu
- 1993 : Rytsar Kennet d'Yevgeni Gerasimov
- 1994 : Jeanne la Pucelle de Jacques Rivette
- 1997 : Le Destin d'Youssef Chahine
- 1998 : The Incredible Adventures of Marco Polo de George Erschbamer
- 1999 : Jeanne d'Arc de Luc Besson
- 2000 : Rytsarskiy roman d'Aleksandr Inshakov
- 2001 : Marco Polo: Return to Xanadu de Ron Merk
- 2003 : Une vieille fable. Quand le soleil était un dieu de Jerzy Hoffman
- 2005 : Kingdom of Heaven de Ridley Scott
- 2006 : Tirant le Blanc de Vicente Aranda
- 2007 : Gengis Khan à la conquête du monde de Shin'ichirō Sawai
- 2008 : The Silk Road : The Adventures of Marco Polo de Sergueï Bodrov
- 2012 : Constantinople de Faruk Aksoy
- 2013 : Hammer of the Gods de Farren Blackburn
- 2015 : Guillaume, la jeunesse du conquérant de Fabien Drugeon
- 2018 : 
  - Un peuple et son roi de Pierre Schoeller
  - Outlaw King : Le Roi hors-la-loi de David Mackenzie
- 2019 :
  - Le Roi de David Michôd
  - Robert the Bruce de Richard Gray
- 2021 : 
  - La Tour de Nesle de Noël Herpe
  - Le Dernier Duel de Ridley Scott
- 2023 : The Last Kingdom : Sept rois doivent mourir d'Edward Bazalgette

#### Horreur
- 1974 : Flavia la défroquée de Gianfranco Mingozzi
- 2010 : Black Death de Christopher Smith

#### Romance
- 1924 : Yolanda de Robert G. Vignola
- 1927 : L'Étrange Aventure du vagabond poète d'Alan Crosland

#### Fantastique et fantasy
- 1924 : Les Nibelungen de Fritz Lang
- 1939 : Quasimodo de William Dieterle
- 1942 : Les Visiteurs du soir de Marcel Carné
- 1949 : Un Yankee à la cour du roi Arthur de Tay Garnett
- 1956 : Le Géant de la steppe d'Alexandre Ptouchko
- 1957 : 
  - Le Septième Sceau de Ingmar Bergman
  - Sainte Jeanne d'Otto Preminger
- 1961 : La Pantoufle dorée de Sylwester Chęciński
- 1963 : Merlin l'Enchanteur de Wolfgang Reitherman
- 1972 : Le Joueur de flûte de Jacques Demy
- 1974 : Tristan et Iseult de Yvan Lagrange
- 1978 : Perceval le Gallois d'Éric Rohmer
- 1981 : Excalibur de John Boorman
- 1984 : L'Épée du vaillant de Stephen Weeks
- 1986 : Krysar, le joueur de flûte de Hamelin de Jiri Barta
- 1988 : Le Navigateur : Une odyssée médiévale de Vincent Ward
- 1996 : Cœur de dragon de Rob Cohen
- 1997 : Prince Vaillant de Anthony Hickox
- 2000 : Cœur de dragon : Un nouveau départ de Doug Lefler
- 2003 : Rencontre avec le dragon de Hélène Angel
- 2004 : Le Roi Arthur d'Antoine Fuqua
- 2005 : Beowulf, la légende viking de Sturla Gunnarsson
- 2006 : Prince Vladimir de Iouri Koulakov
- 2007 : La Légende de Beowulf de Robert Zemeckis
- 2009 : Brendan et le Secret de Kells de Tomm Moore et Nora Twomey
- 2011 : Le Dernier des Templiers de Brett Ratner et Dominic Sena
- 2013 : Il est difficile d'être un dieu d'Aleksei German
- 2014 :
  - Dracula Untold de Gary Shore
  - Le Septième Fils de Sergueï Bodrov
- 2015 : Cœur de dragon 3 : La Malédiction du sorcier de Colin Teague
- 2017 :
  - Dragonheart : La Bataille du cœur de feu de Patrik Syversen
  - Le Roi Arthur : La Légende d'Excalibur de Guy Ritchie
- 2020 : Dragonheart : La Vengeance de Ivan Silvestrini
- 2021 : The Green Knight de David Lowery

### Télévision

#### Téléfilm
- 1966 : Les Cathares de Stellio Lorenzi
- 1968 : Guillaume le Conquérant de Jean Herman
- 1970 : Lancelot du Lac de Claude Santelli
- 1976 : Le Jeune Homme et le Lion de Jean Delannoy
- 1978 : Louis XI ou la Naissance d'un roi d'Alexandre Astruc
- 1979 : Louis XI ou le pouvoir central d'Alexandre Astruc
- 1990 : Blood Royal : William the Conqueror de Peter Jefferies
- 1994 : Guenièvre, l'autre légende de Jud Taylor
- 1997 : Quasimodo Notre-Dame de Paris de Peter Medak
- 2003 : Le Lion en hiver d'Andreï Kontchalovski
- 2004 : L'Anneau sacré d'Uli Edel
- 2011 : Louis XI, le pouvoir fracassé de Henri Helman
- 2012 : Merlin lde Stéphane Kappes

#### Série
- 1963 : Thierry la Fronde
- 1968 : Thibaud ou les Croisades
- 1971 : Quentin Durward
- 1972 : Les Rois maudis
- 2005 : 
  - Les Rois maudits
  - Kaamelot
- 2006 : Robin des Bois
- 2010 : 
  - La Commanderie
  - Les Piliers de la Terre
- 2019 : Knightfall de Don Handfield et Richard Rayner

## Festival
Le thème du Moyen Âge au cinéma a fait l'objet de programmations en 1984 à l'Institut Jean-Vigo sous la direction de François de la Bretèque, de Perpignan puis, de 1993 à 1995, d'un festival au Centre européen d'art et de civilisation médiévale de Conques sous la direction de Xavier Kawa-Topor avec notamment la participation de Terry Gilliam, Suzanne Schiffman, Otar Iosseliani, Antoine Duhamel, Gabriel Axel et Michel Ocelot.
Depuis 2012 a lieu à Paris le festival « Bobines et Parchemins », abordant divers thèmes chaque année. Ainsi la 3e édition de 2015 abordait les femmes du Moyen Âge au cinéma, la quatrième version, en 2016 a évoqué le thème du rire au Moyen Âge. Le festival a lieu généralement au cinéma La Desesperado, rue des Écoles dans le 5e arrondissement de Paris et parfois dans le bar La Cantada (11e arrondissement de Paris).